# 왕타이
왕타이(만주어: ᠸᠠᠩ
ᡨ᠋ᠠᡳ᠍ Wang tai, 한국 한자: 王台 왕태, ? ~ 1582년)는 16세기 해서여진 하다(Hada, 哈達)부의 수장으로, 해서여진을 통합하여 훌룬 구룬(Hūlun gurun)을 세웠다. 본명은 완(萬, ᠸᠠᠨ Wan)이다. 나라씨(那拉氏)로, 탑산좌위도독(塔山左衛都督) 커시너(克什納)의 장남 처처무(Cecemu, 徹徹穆)의 아들이다. 또한 하다(Hada, 哈達) 수령 왕주 와일란(Wangju wailan, 旺住外蘭)의 조카이다. 완한(萬汗, ‍ᠸᠠᠨ 
ᡥᠠᠨ Wan han)이라고도 한다. 건주여진(建州女眞)을 통합하고 나아가 여진 전체를 통일한 누르하치(Nurhaci, 努爾哈赤)의 장인이다. 죽은 뒤에 장자 후르간(Hūrgan, 扈爾干)이 한으로 즉위했다.

## 생애
초기에 왕타이는 수이하성(Suiha hoton, 綏哈城)에 살았다. 왕주 와일란이 개원(開原) 정안보(靖安堡) 바깥에 정주하다가 주하의 반란으로 살해되었고, 왕주 와일란의 아들 볼콘(博爾坤)은 복수를 위하여 버일러(貝勒) 계승을 포기하고 사촌형 왕타이를 맞이하였다. 왕타이는 즉시 부락 13채(寨)를 거느리고 버일러직을 승계받았으며 작은아버지 왕주 와일란의 복수를 하였다. 이루 왕타이는 원교근공 정책을 채택하였고 하다는 점차 세력이 강해지면서 여지누여러 부락 가운데 패자를 칭하였다. 역사에서는 당시 여허(Yehe, 葉赫), 울라(Ula, 烏拉), 호이파(Hoifa, 輝發) 및 건주여진 소속 후너허(Hunehe, 渾河) 부락이 하다에게 '모두 복속(盡皆服之)'했으며, 관할 영지가 천여 리에 이르렀다. 이에 왕타이는 하다를 나라로 세우고 한(han, 汗)을 칭하였다. 청흥조(淸興祖) 푸만(Fuman, 福滿)의 삼남 소창가(索長阿)는 아들 우타이(吳泰)를 왕타이의 딸과 결혼시켰다. 건주우위도지휘사(建州右衛都指揮使) 왕고(王杲)와 몽골 투먼한(圖們汗)이 서로 호응하였으나 왕타이가 중간에 있어 연합을 막았으며, 이에 명(明)은 왕타이를 도독(都督)으로 봉했다.
만력(萬曆) 2년(1574), 왕타이는 왕가오를 생포하여 북경(北京)으로 보내었다. 명은 왕타이를 우주국(右柱國)•용호장군(龍虎將軍)으로 승진 책봉했으며, 아들 2명을 도독첨사(都督僉事)로 종하고 황금 20량, 대홍사자저의(大紅師子紵衣) 1벌을 하사했다. 왕타이와 여허 수장 칭기야누(Cinggiyanu, 淸佳砮)•양기누(Yangginu, 楊吉砮) 형제와는 사이가 좋아, 왕타이는 딸을 양기누에게 시집보내고 자신은 양기누의 여동생 온저(溫姐)와 결혼하였다.
말년에 왕타이의 생활은 방탕해졌고 백성들이 고통스러워 하였다. 여허로 투항하는 일이 빈번하였고 하다는 약해졌다. 양기누는 울라와 왕타이 장남 후르간(Hūrgan, 扈爾干)을 끌어들여 지러(季勒) 등 8채를 탈취했다. 만력 10년(1582) 7월, 왕타이는 병사했다. 명은 왕타이에게 제사를 내렸고 채폐(采幣)와 4표리(表裏)를 주었다.
왕타이 사후 장남 후르한이 즉위하였으나 다른 아들인 캉구루(Kanggūru, 康古魯)가 불복하였고, 다툼 끝에 캉구루는 여허로 도주하였다.

## 같이 보기
- 여진의 지도자 목록